# 安田学園中学校・高等学校
安田学園中学校・高等学校（やすだがくえんちゅうがっこう・こうとうがっこう）は、東京都墨田区横網二丁目に所在し、中高一貫教育を提供する私立中学校・高等学校。
2013年度まで男子校であったが、2014年度より男女共学となった。高等学校において、中学校から入学した内部進学の生徒と高等学校から入学した外部進学の生徒との間では、3年間別クラスになる併設型中高一貫校。安田財閥の創始者である安田善次郎が創設した。

## 沿革
- 1923年（大正12年）3月 - 東京植民貿易語学校内に東京保善商業学校（校長 子爵 岡部長職）として開設。植貿付属商業夜間部を吸収。
- 1924年（大正13年）2月 - 現住所（当時：東京府東京市本所区横網2-10）に移転。
- 1924年（大正13年）11月 - 保善商工教育財団設立（理事長 子爵 岡部長職）。
- 1925年（大正14年）3月 - 東京保善工業学校設立（建築科40名・電気科20名）、植貿・商業・工業の校長に浜野虎吉 就任。夜間部を第二本科と呼称。
- 1925年（大正14年）11月9日 - 三校開講記念日（現在に至る）。
- 1926年（大正15年）1月 - 理事長に結城豊太郎 就任。
- 1929年（昭和4年）3月 - 理事長に男爵 四条隆英 就任（元商工次官・元貴族院議員）。校長に得能佳吉 就任（元岩手県知事）。
- 1930年（昭和5年）1月 - 三校連合歌（現在の安田学園校歌）ができる（作詞作曲：東京音楽学校）。
- 1933年（昭和8年）9月 - 校長に赤司鷹一郎 就任（元文部次官）。
- 1934年（昭和9年）1月 - 東京植民貿易語学校が移転独立。
- 1934年（昭和9年）3月 - 校長に窪田治輔 就任（元山形県知事）。
- 1936年（昭和11年）2月 - 理事長に森広蔵 就任。
- 1936年（昭和11年）3月 - 安田商業学校、安田工業学校に改称。第二本科を東京保善商業学校[2]として植貿に移転分離（在校生への影響を考慮し、横網でも数年間夜間商業教育を実施）。
- 1938年（昭和13年）9月 - 工業学校に機械科を設置、工業夜間部（4年制）を第二本科、工業夜学科（2年制）を第三本科と呼称。
- 1943年（昭和18年）3月 - 工業学校第三本科を廃止、教育に関する非常措置により商業学校の募集を停止。
- 1944年（昭和19年）1月 - 理事長に安田一 就任。
- 1944年（昭和19年）3月 - 校長に丹冶経三 就任（元安田生命保険常務）。
- 1945年（昭和20年）3月 - 5年生卒業式（4年生も繰上卒業）。
- 1945年（昭和20年）10月 - 進駐軍より横網校舎を一週間以内に接収すると通告（柳島国民学校を1年間賃借）。
- 1946年（昭和21年）1月 - 商業学校募集再開、工業転換生の復帰を許可。
- 1946年（昭和21年）4月 - 修業年限を5年に戻す、国民学校隣接の本所工業学校を間借りし商業生徒を移す。
- 1947年（昭和22年）4月 - 新制中学発足に伴い安田学園第一中学校（商業）、同第二中学校（工業）を設置、3年以下の生徒が移籍。
- 1947年（昭和22年）11月 - 横川仮校舎に移転。
- 1948年（昭和23年）4月 - 新制高校発足に伴い安田学園高等学校と改称、中学を一本化し安田学園中学校とする。
- 1949年（昭和24年）3月 - 安田学園高等学校として第一回卒業式、旧商業学校最終学年の卒業により旧商業学校を廃校。
- 1950年（昭和25年）3月 - 旧工業学校最終学年の卒業により旧工業学校を廃校。
- 1951年（昭和26年）3月 - 運営母体を学校法人安田商工教育会（理事長：齋藤利忠）に改組。
- 1951年（昭和26年）11月 - 公職復帰により理事長に安田一 就任。
- 1954年（昭和29年）4月 - 安田中学校、安田商業高等学校、安田工業高等学校に改称。
- 1954年（昭和29年）7月 - 横網校舎接収解除。
- 1957年（昭和32年）4月 - 定時制夜間部を安田商工専門学校に発展的解消。
- 1963年（昭和38年）8月 - 南館落成式典。
- 1963年（昭和38年）11月 - 南新館完成「安田学園40年史」刊行。
- 1965年（昭和40年) 4月 - 安田学園中学校、安田学園高等学校に改称。普通科を設置。
- 1965年（昭和40年) 9月 - 千葉県鎌ケ谷市に総合グラウンド開設。
- 1968年（昭和43年) 7月 - 学園長・校長に齋藤利忠 就任（元安田信託銀行会長）。
- 1971年（昭和46年）4月 - コンピューターを導入し、情報処理科・情報技術科を設置、高校7学科となる。
- 1974年（昭和49年）1月 - 北新館完成「学園50年のあゆみ」刊行。
- 1977年（昭和52年）7月 - 学園長に戸澤芳郎 就任（元安田信託銀行会長）。校長に宇田川博光 就任。
- 1983年（昭和58年) 11月 - 校舎全面改築にかかる。「安田学園60年史」刊行。
- 1986年（昭和61年）4月 - 新本館竣工　新校舎で授業を開始。
- 1987年（昭和62年）4月 - 新講堂・兼体育館竣工。
- 1987年（昭和62年）8月 - オールウェザーの校庭完成。
- 1991年（平成3年）4月 - 普通科に「特別進学コース」を設置。
- 1992年（平成4年）-月 - 理事長に安田弘 就任。
- 1993年（平成5年）11月 - 「安田学園70年史」刊行。
- 1999年（平成11年）8月 - 新北館竣工。
- 2003年（平成15年）11月 - 「安田学園80年史」刊行。
- 2005年（平成17年）4月 - 「バリューフィールド」構想を掲げ、6ヵ年一貫新体制をスタート。
- 2006年（平成18年）4月 - 普通科に「進学選抜コース」を設置。
- 2009年（平成21年）4月 - 学校法人安田学園教育会に改称。商業科・建築科募集停止。情報処理科をビジネス情報科に改称。電気情報科をシステム情報科に改称。
- 2012年（平成24年）4月 - 高等部「S特」「特進」「進学」「新3コース」体制発足。ビジネス情報科・システム情報科募集停止。武道場（柔道・剣道場）竣工。
- 2013年（平成25年）4月 - 一貫部「先進」「総合」のコース制導入。
- 2013年（平成25年）11月 - 新南館竣工。「安田学園90年史」刊行。
- 2014年（平成26年）4月 - 一貫部・高等部共学化。校長に蓮沼清 就任。
- 2016年（平成28年）4月 - 高等部完全共学化。
- 2019年（平成31年）4月 ‐ 一貫部完全共学化。
- 2019年（令和元年）5月 - 新理事長に尾崎嘉則 就任。[3]
- 2020年（令和2年） 4月 ｰ 新校長に稲村隆雄 就任。

## 行事
令和3年度より、体育祭、文化祭の開催月が変更。
- 一貫部行事[4]
  - 4月 始業式・入学式・宿泊オリエンテーション（1年）・避難訓練・健康診断・組別懇談会1・高校生徒会選挙（4~6年）
  - 5月 1学期中間試験・修学旅行（総合5年）・野外探求（先進1年）
  - 6月 体育祭・組別懇談会2
  - 7月 1学期期末試験・終業式・夏期講習・球技大会（4-6年）・グローバル探究（先進5年）
  - 8月 野外探究（1・2年生）・海外語学研修･始業式
  - 9月 安田祭(文化祭)･避難訓練・地域研究・松翁忌
  - 10月 2学期中間試験・TGG（3年）
  - 11月 創立記念式典・中学生徒会選挙（1-3年）・TGG（2年）・組別懇談会3
  - 12月 2学期期末試験・終業式・冬期講習・イングリッシュキャンプ（1-3年）
  - 1月 進学合宿（5年）・冬期講習（5・6年）・始業式
  - 2月 中学入試・新入生登校日・TGG（1年）・組別懇談会4
  - 3月 学年末試験・終業式・卒業式・NZ語学研修・進学合宿・オーストラリア語学研修

- 高校行事[5]
  - 4月 始業式・入学式・オリエンテーション・避難訓練・組別懇談会1
  - 5月 遠足（1年）・芸術鑑賞会（2年）・体育デー（1年）・1学期中間試験・修学旅行
  - 6月 体育祭(1-3年)授業参観・組別懇談会2
  - 7月 球技大会・1学期期末試験・全国模試・終業式・夏期講習
  - 8月 海外語学研修（希望者）・夏期講習･始業式
  - 9月 避難訓練･安田祭(文化祭)
  - 10月 2学期中間試験
  - 11月 創立記念式典・組別懇談会3
  - 12月 2学期期末試験・終業式・冬期講習
  - 1月 始業式
  - 2月 組別懇談会4
  - 3月 学年末試験・終業式・卒業式

## 文化祭
- 毎年9月

## 部活動
- 硬式野球部
  - 高校
    - 秋季東京都高等学校野球大会、2012年優勝
    - 明治神宮野球大会、2012年出場
    - 選抜高等学校野球大会、2013年出場

（第85回記念選抜高等学校野球大会にて応援団賞 優秀賞受賞）
- 軟式野球部
  - 高校
  - 中学
- 卓球部
  - 高校
    - 全国高等学校選抜卓球大会、出場
    - 全国高等学校総合体育大会卓球競技大会、出場

  - 中学
- 柔道部
  - 高校
    - 全国高等学校柔道選手権大会東京都予選会、2014年73kg級優勝
    - 全国高等学校柔道選手権大会、出場
    - 全国高等学校総合体育大会柔道競技大会東京都予選会、2015年73kg級優勝

  - 中学
    - 全国中学校柔道大会、2015年男子団体戦優勝
    - 東京都中学校学年別柔道大会、2014年中学1年超重量の部優勝・中学3年中量の部優勝
- 剣道部
  - 高校
  - 中学
- 陸上競技部
  - 高校
  - 中学
- 山岳部
  - 高校
- 硬式テニス部
  - 高校
  - 中学
- ハンドボール部
  - 高校
    - 東京都高等学校ハンドボール春季大会兼関東大会東京都予選，2001年優勝
    - 東京都高等学校ハンドボール総合体育大会兼インターハイ東京都予選、2001年優勝
    - 東京都高等学校ハンドボール秋季大会兼選抜大会東京都予選，2001年優勝
    - 関東高等学校ハンドボール大会、出場７回
    - 全国高等学校総合体育大会ハンドボール競技大会、2001年出場
    - 第56回国体関東ブロック大会東京都代表チーム（少年男子）選出
    - 全国高等学校ハンドボール選抜大会、2002年出場

  - 中学
- バレーボール部
  - 高校 
    - 全国高等学校バレーボール選抜優勝大会、出場

（第37回全国高等学校バレーボール選抜優勝大会）
    - 全国高等学校総合体育大会バレーボール競技大会、出場
    - 関東高等学校バレーボール大会、出場40回

  - 中学
    - 全日本中学校バレーボール選手権大会、出場10回、2003・2004・2024年優勝
    - 関東中学校バレーボール大会、出場16回
- バスケットボール
  - 高校
    - 全国高等学校バスケットボール選手権大会、出場

（第9回全国高等学校バスケットボール選抜優勝大会）
（第22回全国高等学校バスケットボール選抜優勝大会）
- サッカー部
  - 高校
  - 中学
- バドミントン部
  - 高校
- スキー部
  - 高校
    - 全国高等学校スキー大会、出場
    - 関東高等学校スキー大会、出場
- ゴルフ部
  - 高校
    - 関東高等学校ゴルフ選手権春季大会、出場
    - 関東高等学校ゴルフ選手権夏季大会、出場
    - 関東高等学校ゴルフ選手権冬季大会、出場

  - 中学
    - 関東中学校ゴルフ選手権春季大会、出場
    - 関東中学校ゴルフ選手権大会、出場
- チアリーディング部　(中高合同)
  - 全日本チアリーディング＆ダンス選手権大会「USA Nationals 2025」
    - 高等学校編成 Show Cheer部門 Intermediate Small 1位
    - 高等学校編成 Show Cheer部門 Advance 1位
    - Cheerleading グランプリ受賞

  - 全日本チアリーディング＆ダンス選手権大会「USA Nationals 2024」出場
  - 全日本チアリーディング＆ダンス選手権大会「USA Nationals 2023」
    - 高校編成 Show Cheerleading部門 Novice 6位
    - 高校編成 Show Cheerleading部門 Advance 2位
- 吹奏楽部
- 鐵道研究部
- 合唱部
- 天文部
- 生物部
  - 2017年度
    - 第61回 日本学生科学賞 読売新聞社賞受賞 研究テーマ「都市型養蜂は新しい農業なのか？」（川口、吉村）
    - つくば Science Edge 2018 オーラルプレゼンテーション部門 未来指向賞受賞 研究テーマ「養蜂を都市でできる新しい農業にしていくためには」（川口、吉村）
    - Global Link Singapore 2018  オーラルプレゼンテーション部門出場 研究テーマ「Can urban beekeeping become a new type of agriculture?」（Kawaguchi, Yoshimura)
    - 第41回　全国高等学校総合文化祭（2018信州総文祭）自然科学部門 東京代表 研究テーマ「セイヨウミツバチは人工甘味料を飲むのか？」（飯田）

  - 2018年度
    - 第62回 日本学生科学賞 科学技術政策担当大臣賞受賞 研究テーマ「クロマルハナバチの倍数化」（森、小林、𠮷田）※国際学生科学技術フェア（ISEF2019）日本代表派遣作品にも選出
    - 第42回 全国高等学校総合文化祭（2019さが総文祭）自然科学部門 東京代表 研究テーマ「セイヨウミツバチは人工甘味料を飲むのか？Ⅱ」（飯田）
- 美術部
- 写真部
- 社会科部
- ブレインスポーツ部
- 英語部
- 書道部
- 軽音楽部
- エレクトロニクス技術部
- コンピューター部
- かるた部
- 化学部
- クッキング部
- 茶道部
- インターアクトクラブ
- 演劇部

同好会
- 水泳同好会
- 合気道同好会
- 数学同好会
- 英検準1級研究同好会

委員会
- 高校生徒会
- 中学生徒会
- 安田祭実行委員会幹部
- 体育祭実行委員会幹部
- 放送委員会
- 体育委員会
- 美化委員会
- 風紀委員会
- 図書委員会
- 広報委員会

## 不祥事
労働契約法は有期契約を5年超更新すれば、無期契約に転換できると定めるが、学校側はその1日前に非常勤講師を雇止めしたとして、制度の趣旨を意図的に逃れる脱法行為の疑いがあると報道された。

## 交通アクセス
出典 : 
電車
| 路線名             | 最寄り駅 | 出口 | 徒歩所要時間 |
| ------------------ | -------- | ---- | ------------ |
| JR総武線           | 両国駅   | 西口 | 6分          |
| 都営地下鉄大江戸線 | 両国駅   | A1   | 3分          |
| 都営地下鉄浅草線   | 蔵前駅   | A1   | 10分         |

バス
| 運行事業者 | 系統 | 下車停留所                |
| ---------- | ---- | ------------------------- |
| 都営バス   | 錦27 | 「旧安田庭園前」、徒歩1分 |
| 都営バス   | 両28 | 「旧安田庭園前」、徒歩1分 |
| 都営バス   | 都02 | 「石原一丁目」、徒歩2分   |
| 都営バス   | 門33 | 「石原一丁目」、徒歩2分   |

## 著名な卒業生

### 学術
- 石原忠男 - 経済学者、元中央大学教授
- 長洲一二 - 経済学者、政治家、元神奈川県知事
- 大崎平八郎 - 経済学者、横浜国立大学名誉教授
- 木村礎 - 日本史学者、明治大学名誉教授、元明治大学学長
- 染谷恭次郎 - 会計学者、早稲田大学名誉教授
- 飯田喜四郎 - 建築史家、名古屋大学名誉教授、元博物館明治村館長

### 芸術
- 石橋辰之助 - 俳人、新俳句人連盟委員長
- 牧野邦夫 - 画家
- 飯島幸永 - 写真家
- 小泉貴之 - アートディレクター、グラフィックデザイナー
- 高須基一朗 - 出版プロデューサー、作家

### 芸能
- 守屋浩 - 歌手
- 立川龍志 - 落語家
- 古今亭圓菊 - 落語家
- 中村一義 - 100s
- 金井シゲル -政治家
- 牛島隆太 - 歌手
- 春風亭柳枝 - 落語家

### 野球
- 阿部慎之助
- 橋上秀樹
- 岸川登俊
- 幸田正広
- 稲葉大樹
- 鈴木章太

### スポーツ
- 加瀬秀樹 - プロゴルファー
- 寺尾常史 - 相撲(高校2年に中退)
- 大刀光電右エ門 - 相撲(高校1年に中退)
- 船木勝一 - プロレス
- 小島聡 - プロレス
- 島田桃大 - バレーボール
- 柳田将洋 - バレーボール(中学のみ)
- シャーフセイン・シャー - 柔道

### その他
- 渡辺淳 (実業家)
- 斉藤実 (ヨットマン)
- 飯島栄治 - 将棋
- 清水英克 - 調教師